# Ko Doo-sim
Ko Doo-sim (고두심?, 高斗心?, Go Du-simLR, Ko Tu-simMR; Jeju, 22 maggio 1951) è un'attrice sudcoreana.

## Biografia
Nativa dell'isola di Jeju, Ko ha esordito nella recitazione nel 1972 ed è diventata nota interpretando madri testarde e devote sin dall'inizio della sua carriera televisiva. Negli anni si è aggiudicata, tra gli altri, un Korea Broadcasting Award alla migliore attrice per Jeon-won ilgi e due al miglior talento televisivo per Chumchuneun ga-yatgo e Kkotboda areumda-wo. Nel 2020 le è stato conferito l'ordine al merito culturale di seconda classe.

### Vita privata
Nel 1976 ha sposato Kim Ji-hong, da cui ha successivamente divorziato. I due hanno avuto due figli, una femmina (Kim Yeong) e un maschio (Kim Jung-hwan), anch'egli attore.

## Filmografia parziale

### Cinema
- Gutse-eora Geum-sun-a (굳세어라 금순아?), regia di Hyun Nam-seop (2002)
- In-eo gongju (인어공주?), regia di Park Heung-sik (2004)
- Gajog-ui tansaeng (가족의 탄생?), regia di Kim Tae-yong (2006)
- Good Morning President (굿모닝 프레지던트?), regia di Jang Jin (2009)
- Sunny (써니?), regia di Kang Hyeong-cheol (2011)

### Televisione
- Adeulgwa ttal (아들과 딸?) – serie TV (1992-1993)
- Namja set yeoja set (남자 셋 여자 셋?) – serie TV (1996-1999)
- Nun-ui yeo-wang (눈의 여왕?) – serie TV (2006-2007)
- Geosang Kim Man-deok (거상 김만덕?) – serie TV (2010)
- Choegoda I Sun-sin (최고다 이순신?) – serie TV (2013)
- Guam Heo Jun (구암 허준?) – serie TV (2013)
- Jeonseor-ui manyeo (전설의 마녀?) – serie TV (2014-2015)
- Sangnyusahoe (상류사회?) – serie TV (2015)
- Butakhae-yo, eomma (부탁해요, 엄마?) – serie TV (2015-2016)
- Byeollan myeoneuri (별난 며느리?) – serie TV (2015)
- Dear My Friends (디어 마이 프렌즈?) – serie TV (2016)
- Uri Gap-sun-i (우리 갑순이?) – serie TV (2016-2017)
- My Mister (나의 아저씨?) – serie TV (2018)
- When the Camellia Blooms (동백꽃 필 무렵?) – serie TV (2019)
- Han saramman (한 사람만?) – serie TV (2021)
- Our Blues - Vite intrecciate (우리들의 블루스?) – serie TV (2022)
- Banjjag-ineun watermelon (반짝이는 워터멜론?) – serie TV (2023)
- The Atypical Family (히어로는 아닙니다만?) – serie TV (2024)